# Старый Сундырь
Ста́рый Сунды́рь (чув. Кивӗ Сӗнтӗр) — деревня в Комсомольском районе Чувашской Республики. Входит в состав Александровского сельского поселения.

## География
Находится в юго-восточной части Чувашии, на расстоянии приблизительно 6 км по прямой на восток-юго-восток от районного центра села Комсомольское.

## История
Известна с 1747 года, когда здесь было отмечено 145 мужчин. В 1795 году было учтено 33 двора и 269 жителей, в 1858 – 420 жителей, в 1906 – 420 так же, в 1926 – 216 дворов и 1182, в 1939 – 987 жителей, в 1979 – 644. В 2002 году было 151 двор, в 2010 – 125 домохозяйств. В 1931 году был организован колхоз «Правда», в 2010 году действовало ООО «Правда».

## Население
Постоянное население составляло 400 человек (чуваши 98%) в 2002 году, 352 в 2010.